# Tomboy (programari)
Tomboy és una aplicació lliure de notes d'escriptori, per a sistemes Unix-like. Està escrita en C# utilitzant Gtk# per al disseny de la interfície.
Utilitza un sistema inspirat en wiki per connectar notes entre si. Tomboy és una part de l'entorn d'escriptori GNOME i està llicenciat sota la GNU Lesser General Public License. El principal ús que té és el d'un bloc de notes amb un sistema wiki. Hi ha una nota principal on l'usuari inclou enllaços a la resta de les notes. Les paraules que també són el títol d'una nota són automàticament enllaçades amb aquesta nota, permetent el maneig de llibreries extenses d'informació personal, com referències a artistes favorits.

## Característiques
Algunes de les característiques d'edició suportades són:
- Ressaltat de text.
- Correcció ortogràfica usant GtkSpell.
- Enllaços automàtics de direccions web i correus electrònics.
- Desfer/Refer.
- Estil de font i mida.
- Llistes numerades.

## Connectors
Tomboy té suport per a diferents plugins, en els que s'inclouen:
- Enllaços a correus d'Evolution.
- Plugin d'integració amb Galago/Gaim.
- Plugin de suport de clic central del ratolí a la icona de la safata del sistema per a enganxar text des del porta-retalls.
- Nota del dia (no s'instal·la per defecte).
- Plugin per a ajust de l'amplada del text (no s'instal·la per defecte).
- Plugin d'exportació a HTML.
- Plugin per a incloure equacions LaTeX (no s'instal·la per defecte).
- Plugin d'impressió.